# Ipil
Ipil is een gemeente in de Filipijnse provincie Zamboanga Sibugay op het eiland Mindanao. Bij de laatste census in 2007 had de gemeente bijna 61 duizend inwoners.

## Geografie

### Bestuurlijke indeling
Ipil is onderverdeeld in de volgende 28 barangays:
| - Bacalan - Bangkerohan - Bulu-an - Caparan - Domandan - Don Andres - Doña Josefa - Guituan - Ipil Heights - Labi - Logan - Lower Ipil Heights - Lower Taway - Lumbia | - Maasin - Magdaup - Makilas - Pangi - Poblacion - Sanito - Suclema - Taway - Tenan - Tiayon - Timalang - Tomitom - Upper Pangi - Veteran's Village |

## Demografie
Ipil had bij de census van 2007 een inwoneraantal van 60.686 mensen. Dit zijn 8.205 mensen (15,6%) meer dan bij de vorige census van 2000. De gemiddelde jaarlijkse groei komt daarmee uit op 2,02%, hetgeen in lijn ligt met het landelijk jaarlijks gemiddelde over deze periode (2,04%). Vergeleken met de census van 1995 is het aantal mensen met 16.695 (38,0%) toegenomen.

De bevolkingsdichtheid van Ipil was ten tijde van de laatste census, met 60.686 inwoners op 241,6 km², 251,2 mensen per km².